# Asterophrys turpicola
Asterophrys turpicola es una especie de anfibio anuro de la familia Microhylidae. Se distribuye por las selvas bajas de Nueva Guinea Occidental (Indonesia) y Papúa Nueva Guinea hasta los 1000 m s. n. m.